# Camerata (geslacht)
Camerata is een geslacht van platwormen (Platyhelminthes). De wormen zijn tweeslachtig en leven in het zoute water.

## Soorten
- C. robusta Vila-Farre, Sluys, D'Aniello, Cebria, Ferrer & Romero, 2009